# 암염

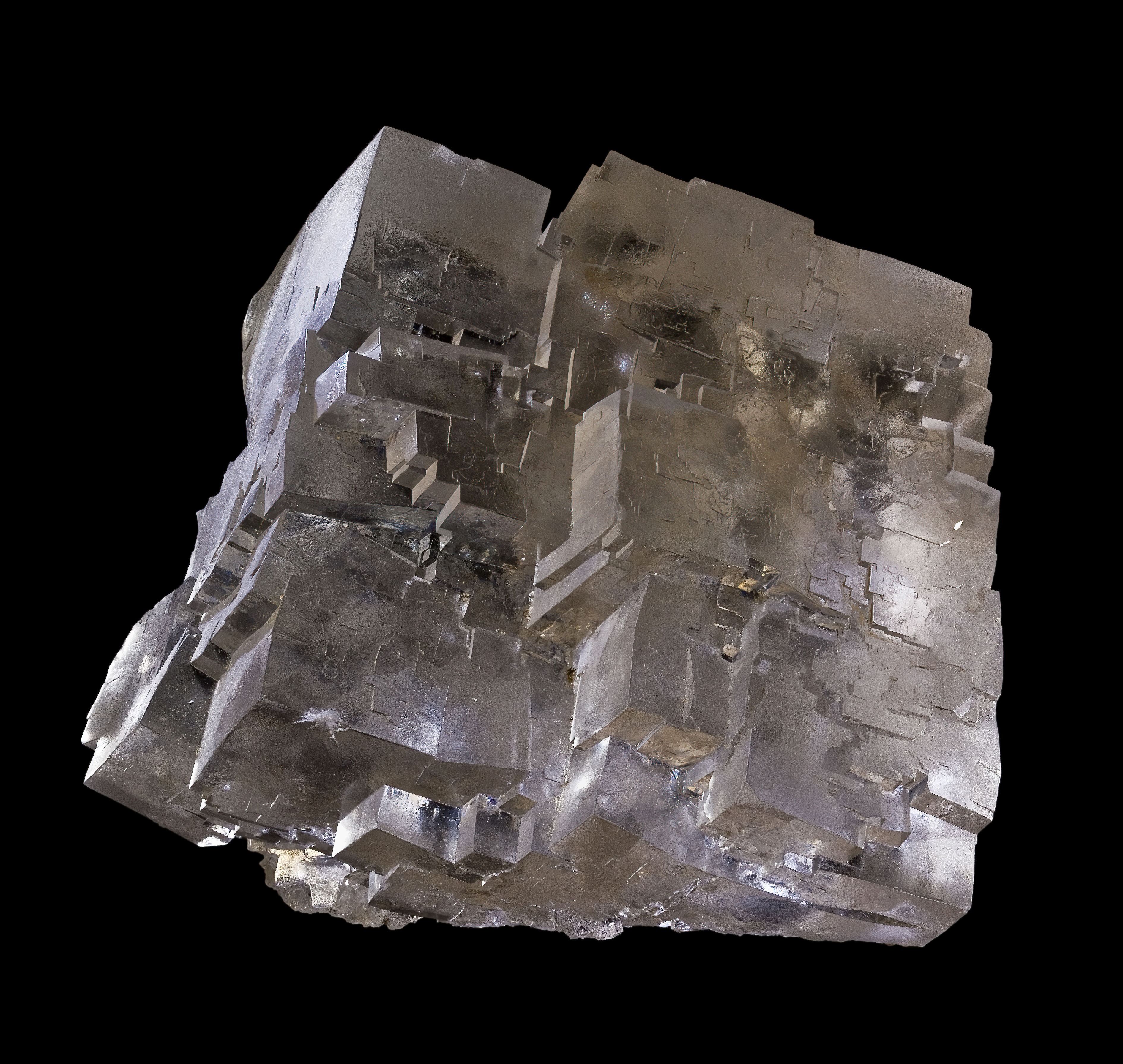
암염의 모습.

암염(巖鹽, 영어: halite, rock salt)은 석염·돌소금이라고도 한다. 바닷물이 증발하여 소금이 광물로 남아 있는 것으로 염화 나트륨으로 이루어져 있다.
다이아몬드와 같은 결정구조를 하고 있는 등축정계에 속하는 광물로 화학성분은 NaCl이다. 대부분 무색투명하지만 노랑, 빨강, 파랑, 보라색을 띠기도 하며 조흔색은 백색이다. 공업염, 식염, 소다 원료 등으로 이용된다.
유리광택이 있으며, 조흔색(條痕色, streak color)은 백색이다. 물에 녹기 쉬우며 짠맛이 난다. 흔히 황산마그네슘 ·염화마그네슘 등의 불순물을 함유하며 조해성(潮海性)을 나타낸다. 해수 또는 염호(塩湖)의 증발로 인하여 정출(晶出)하여, 대규모 광상을 이룬다. 광상은 때로 상부의 지층으로 관입(貫入)하여, 이른바 암염 돔을 형성한다.
유럽 및 북아메리카의 페름기층(紀層) 중에 석고 ·경석고 등의 증발암과 호층(互層)을 이루어 대규모로 산출된다. 중국이나 파키스탄에도 상당한 광산이 있다. 공업염 ·식염 ·소다 원료 등으로 이용된다.

## 같이 보기
- 천일염
- 죽염 (김일훈 (한의사))
- 히말라야 소금(Himalayan salt)
- 소금

## 참고 자료
- 이 문서에는 다음커뮤니케이션(현 카카오)에서 GFDL 또는 CC-SA 라이선스로 배포한 글로벌 세계대백과사전의 내용을 기초로 작성된 글이 포함되어 있습니다.